# Narcís Ventalló i Surrallés
Narcís Ventalló i Surrallés (Terrassa, 17 d'octubre de 1940 - 22 desembre 2018) fou un jugador d'hoquei sobre herba terrassenc, guanyador d'una medalla olímpica.
Membre del Club Deportiu Terrassa va participar, als 19 anys, en els Jocs Olímpics d'Estiu de 1960 realitzats a Roma (Itàlia), on va aconseguir guanyar la medalla de bronze en la competició masculina d'hoquei sobre herba. Posteriorment participà en els Jocs Olímpics d'Estiu de 1964 realitzats a Tòquio (Japó) i els Jocs Olímpics d'Estiu de 1968 celebrats a Ciutat de Mèxic (Mèxic), on va aconseguir sengles diplomes olímpics en finalitzar quart i sisè en la competició olímpica respectivament.